# Мак, Ли
Ли Мак (англ. Lee Mack; при рождении — Ли Го́рдон Макки́ллоп; род. 4 августа 1968 года в Саутпорте) — британский стендап-комик и актёр, наиболее известный как сценарист и исполнитель главной роли в ситкоме «Никаких свиданий» и участник телепередач «Разве я вам вру?», «8 из 10 кошек начинают обратный отсчёт», «Скетч-шоу» и «Кряканье утки не вызывает эхо».

## Биография
Мак родился в английском городе Саутпорт и прожил там до 12 лет, когда расстались его родители. Затем он переехал в Блэкберн, где работал в зале для игры в бинго, а также конюхом.
Впервые на публике Мак выступил в 1994 году, когда он учился в лондонском Университете Брунеля, который ему удалось окончить с отличием в области актёрского искусства. Уже на следующий год он стал полноценным стендап-комиком.
В 2001 году Мак принял участие в сериале «Скетч-шоу», в котором исполнил множество различных ролей.
С 2006 года он снимается и пишет сценарии к ситуационной комедии «Никаких свиданий», которая в 2007 году была отмечена премией «Королевского телевизионного общества». Её восьмой по счёту сезон вышел в эфир в 2017 году.
В 2013 году он вместе с актрисой Кэтрин Тейт сыграл в пилотной серии ремейка американского сериала «Все любят Рэймонда», однако проект не получил продолжение и его единственная серия даже не была показана на телевидении.
Мак — частый гость на популярных британских комедийных телепередачах, среди которых, например, «Разве я вам вру?» и «8 из 10 кошек начинают обратный отсчёт». Также он часто гастролирует по Великобритании с собственными стендап-представлениями.

## Избранная фильмография
| Год       | Русское название                       | Оригинальное название           | Роль               |
| --------- | -------------------------------------- | ------------------------------- | ------------------ |
| 2001—2004 | Скетч-шоу                              | The Sketch Show                 | различные роли     |
| 2008—2011 | У меня для вас новости                 | Have I Got News for You         | в роли самого себя |
| 2010—2012 | Забей на панк-рок                      | Never Mind the Buzzcocks        | в роли самого себя |
| 2013      | Смиты                                  | The Smiths                      | Майкл Смит         |
| 2009—2016 | Весьма интересно                       | QI                              | в роли самого себя |
| 2007—2016 | Разве я вам вру?                       | Would I Lie to You?             | в роли самого себя |
| 2014—2016 | Кряканье утки не вызывает эхо          | Duck Quacks Don’t Echo          | в роли самого себя |
| 2006—2017 | Никаких свиданий                       | Not Going Out                   | Ли                 |
| 2013—2017 | 8 из 10 кошек начинают обратный отсчёт | 8 Out of 10 Cats Does Countdown | в роли самого себя |